# Revolution in Sigmaringen

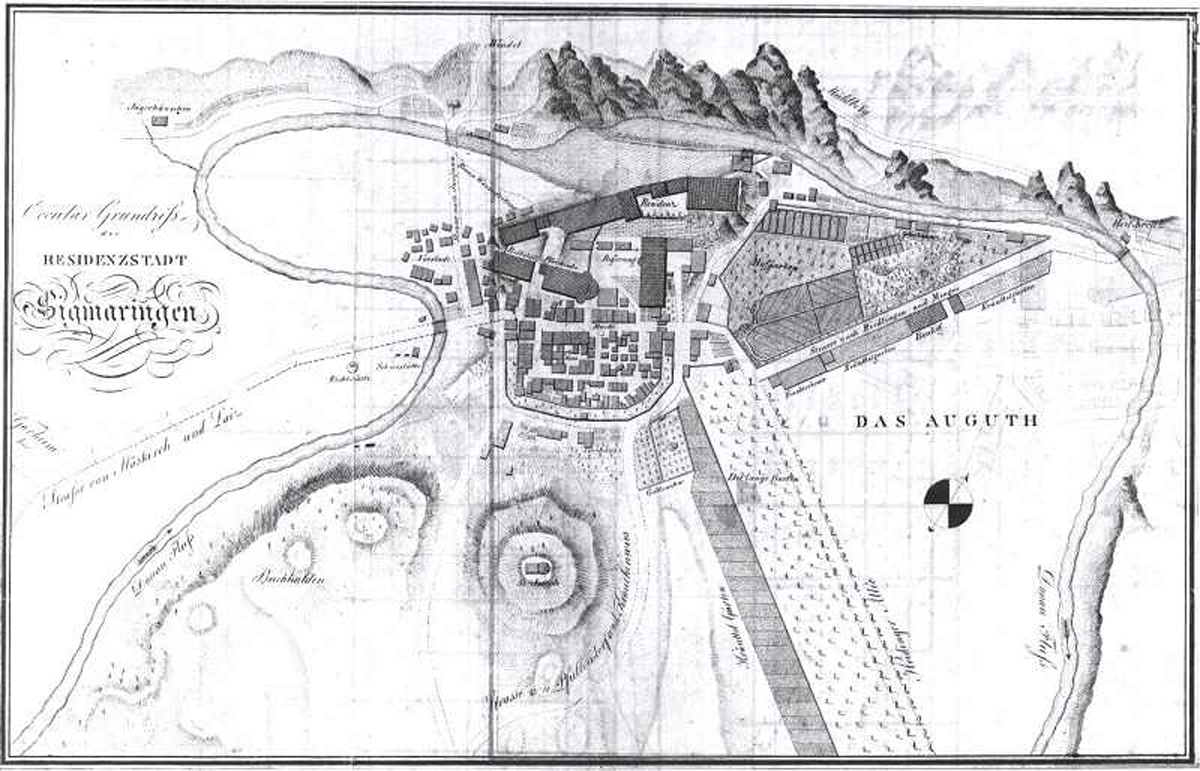
Sigmaringen im Jahre 1809

Die Revolution in Sigmaringen war regionaler Bestandteil der deutschen Revolution von 1848. Sie betraf die Vorgänge in der Stadt Sigmaringen im Fürstentum Hohenzollern-Sigmaringen, das als indirekte Folge der Revolutionsereignisse an Preußen übergeben wurde.

## Hintergrund
Wie die meisten deutschen Einzelstaaten bekam Hohenzollern-Sigmaringen 1833 eine konstitutionelle Verfassung. Im Landtag des Fürstentums entstand bald eine politische Opposition, ihre Anführer waren der Sigmaringer Rechtsanwalt Carl Otto Würth und der Empfinger Pfarrer Joseph Sprißler.
Die Stadt Sigmaringen (1800 Einwohner im Jahr 1848) war zu dieser Zeit eine Hochburg der Demokraten. Das Bürgertum, die treibende Kraft der Revolution, war in zwei Lager gespalten: in den sogenannten Bürgerverein, bestehend aus Handwerkern und Wirten, und in die Museumsgesellschaft, bestehend aus Mitgliedern der Oberschicht, Beamten, Offizieren, Freiberuflern und Lehrern.

## Verlauf

### 1848

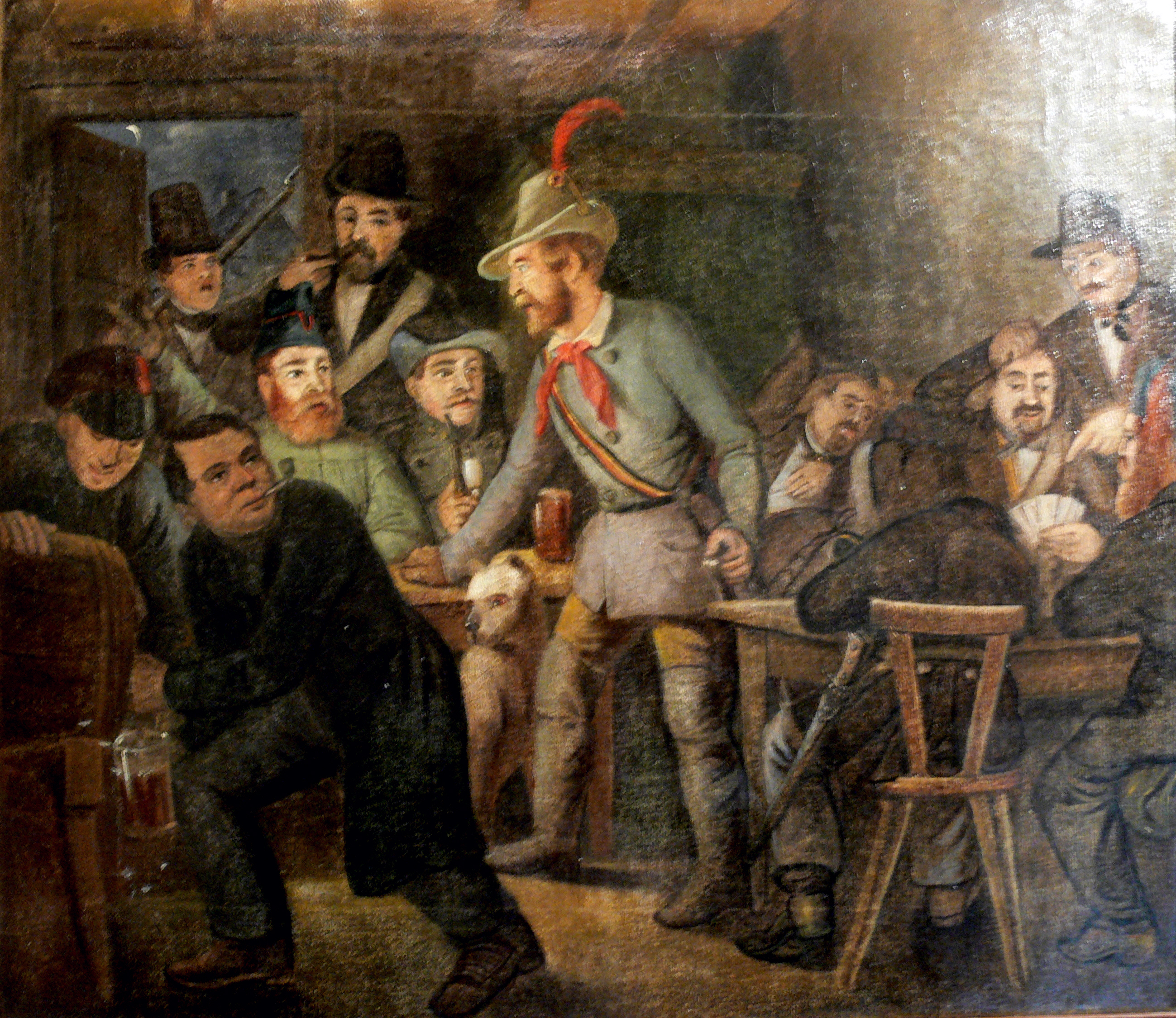
Sigmaringer Revolutionäre 1848

Am 4. März 1848 versammelten sich die Bürger auf den Marktplatz und richteten eine Petition an den Fürsten Karl von Hohenzollern-Sigmaringen. Darin forderten sie Pressefreiheit, Volksbewaffnung, Religions- und Meinungsfreiheit, Gleichberechtigung, ein neues Steuersystem, Aufhebung der Frondienste sowie Abschaffung der alten Steuersysteme und Schwurgerichte.
Die Petition wurde von 174 Personen, darunter auch vom Sigmaringer Bürgermeister und mehreren Bürgermeistern der Umgebung unterschrieben. Am 5. März tagte im Rathaus ein Bürgergremium, während unten auf den Marktplatz viele Bürger warteten. Weil die immer größer werdende Menschenmenge mit den Zugeständnissen des Regierungschefs nicht zufrieden war, stimmte dieser schließlich allen Volksforderungen, die in Baden bewilligt worden waren, zu. Dies geschah ohne die Zustimmung des Fürsten, die er erst nachträglich bekam. Damit hatten die Bürger vorerst gesiegt. Erbprinz Karl Anton verkündete am 14. März den Verzicht auf Frondienste und -gelder.
Gleich zu Beginn der Revolution bildete sich eine Bürgerbewaffnung. Die Anführer bekamen für ihre Uniform goldene Kordeln. Sie kauften für vier Gulden und sechs Kreuzer (vergleichbar mit einem halben Monatslohn) beim Riedlinger Tuchwarenhändler Gramm diese Goldkordeln, gegengezeichnet vom Bürgermeister und dem Stadtrat.
Im April fanden die Wahlen zur Frankfurter Nationalversammlung statt. Dabei unterlag Carl Otto Würth dem Empfinger Pfarrer Joseph Sprißler und dem Regierungsdirektor Mock. Am 24. April rief Würth im Zollerschen Hof zur Gründung des demokratischen vaterländischen Vereins auf. Als Gegenbewegung bildete sich ein konstitutioneller Verein mit rund 1000 Mitgliedern, der aber seit dem Fest zur Einsetzung der provisorischen Zentralgewalt in Frankfurt Ende Juni nichts mehr unternahm. Die Zeitung des demokratischen vaterländischen Vereins war der Erzähler, die Zeitung des konstitutionellen Vereins war der Volksfreund aus Hohenzollern.
Am 10. Mai bekannte sich Würth bei Sprißlers Verabschiedung auf dem Karlsplatz zur Republik. Daraufhin ließ Prinz Karl Anton bayerisches Militär in Sigmaringen einmarschieren, Hauptmann Dopfer wurde von seinem Amt enthoben und Oberleutnant von Hoffstetter inhaftiert. Trotzdem dankte Fürst Karl am 27. August zu Gunsten seines liberaler eingestellten Sohnes Karl Anton ab.
In Frankfurt kam es am 18. September zu Barrikadenkämpfen der Republikaner gegen die Bundestruppen, Gustav Struve rief am 21. September in Lörrach die Deutsche Republik aus (Struve-Putsch). Am 6. September trat Joseph Sprißler in Frankfurt zurück. Daraufhin wurde am 23. September Würth mit 88 Prozent der Stimmen gewählt; das Ergebnis wurde aber erst am 13. Oktober bekannt gegeben.
Am 24. September fand in Trillfingen bei Haigerloch eine Volksversammlung mit 4000 bis 5000 Menschen statt. Daraufhin wurden wieder bayerische Truppen nach Sigmaringen gerufen. Würth und der Sigmaringer Gemeinderat forderten, den Einmarsch zu stoppen, was von Mock jedoch abgelehnt wurde. In der Nacht vom 25. auf den 26. September wurden von Würth Boten in alle Ortsteile geschickt, um zu melden, dass am 26. September in Sigmaringen eine Volksversammlung stattfinden würde. Zu dieser Versammlung erschienen 3000 Menschen auf dem Karlsplatz. Man glaubte zu diesem Zeitpunkt noch, die Aufstände in Württemberg seien erfolgreich verlaufen. Es wurde ein Sicherheitsausschuss mit Würth als Vorstand gebildet, weitere Mitglieder waren Bürgermeister Gastl, Karl Graf, Karl Dopfer, von Hoffstetter, Meinrad Dannegger, Quirin Müller sowie Josef Münzer und J. Lutz. Die Waffen für ihre Aufgabe, den Einmarsch bayerischer Truppen aufzuhalten, hätten sie aus der Kaserne Gorheim gewaltsam holen müssen, wenn nicht Mock sie ihnen – widerwillig – herausgegeben hätte. Mit der Erbeutung der Waffen löste sich die Versammlung auf; die Waffen wurden ins Rathaus gebracht. Noch am selben Tag trafen die Nachrichten von Struves und Raus Niederlagen ein.
Am 27. September floh Fürst Karl Anton mit seiner Regierung nach Überlingen. Als Nächstes plante Würth die Ausrufung der Republik, womit die Revolution in Sigmaringen erfolgreich gewesen wäre. Nachdem am 10. Oktober 1848 bayerische Soldaten einmarschierten, kehrte Karl Anton zurück, die alte Ordnung wurde wiederhergestellt. Anfang November zog die Hälfte der bayerischen Truppen ab, die andere Hälfte zog erst nach der Ablösung durch zwei württembergische Kompanien ab, welche bis zum 4. Februar in Hohenzollern stationiert blieben. In dieser Zeit wurden einige Sigmaringer Soldaten und Demokraten bestraft bzw. inhaftiert.

### 1849
Im Frühjahr 1849 spitzte sich die Situation auch in Sigmaringen erneut zu. Fürst Karl Anton musste der neuen Frankfurter Reichsverfassung zustimmen. Am 3. Juni fand eine Volksversammlung in Gammertingen statt, auf der die Vereinigung von Militär und Bürgerwehr, die freie Wahl der Offiziere und die Übergabe der Domänen an den Staat gefordert wurde. Am 21. Juni siegten preußische Truppen bei Mannheim (Gefecht bei Waghäusel) über die badische Volkserhebung, am 23. Juli folgte die endgültige Niederlage in Rastatt. Auf Wunsch des Fürsten zogen am 3. August preußische Truppen in Sigmaringen und ganz Hohenzollern ein. Im Gegensatz zu Baden wurde in Hohenzollern kein Kriegsrecht verhängt.
Bereits seit Frühjahr 1848 führte der Fürst geheime Verhandlungen mit dem preußischen König Friedrich Wilhelm IV. über die Angliederung des Fürstentums an das Königreich Preußen. Am 7. Dezember 1849 unterschrieb Fürst Karl Anton den Staatsvertrag mit Preußen. Am 6. April 1850 erfolgte die feierliche Übergabe des Fürstentums.

## Folgen
Die beiden wichtigsten Wortführer der Sigmaringer Demokraten gingen ins Exil in die Schweiz. Carl Otto Würth war weiterhin Anwalt, von Hoffstetter wurde Oberst der Schweizer Armee. Auch aus ganz Hohenzollern wanderten viele Bürger aus, die meisten in die USA.
Durch die Aufhebung sämtlicher Feudalrechte waren die Bauern auch in Hohenzollern die eigentlichen Nutznießer der Revolution.
Hohenzollern-Sigmaringen wurde gemeinsam mit dem benachbarten Hohenzollern-Hechingen als neuer preußischer Regierungsbezirk Hohenzollernsche Lande verwaltet. Preußen machte aus Sigmaringen ein bedeutendes Verwaltungszentrum, das Fürstenhaus ließ sich im Staatsvertrag die Eigentumsverhältnisse (die säkularisierten Klöster und Kunstschätze) festschreiben. Fürst Karl Anton wurde preußischer Ministerpräsident.